# Prezydenci Sierra Leone

## Monarchia (1961–1971)

### Rządy wojskowe (1967–1968)
| Osoba | Osoba   | Osoba                          | Kadencja         | Kadencja         | Partia polityczna |
| #     | Portret | Imię i nazwisko                | Od               | Do               | Partia polityczna |
| ----- | ------- | ------------------------------ | ---------------- | ---------------- | ----------------- |
| 1     |         | Andrew Juxon-Smith (1933–1996) | 27 kwietnia 1967 | 18 kwietnia 1968 |                   |
| 2     |         | John Amadu Bangura (1930–1970) | 18 kwietnia 1968 | 22 kwietnia 1968 | bezpartyjny       |

## Pierwsza republika (1971–1992)
| Osoba | Osoba   | Osoba                              | Kadencja          | Kadencja          | Partia polityczna    |
| #     | Portret | Imię i nazwisko                    | Od                | Do                | Partia polityczna    |
| ----- | ------- | ---------------------------------- | ----------------- | ----------------- | -------------------- |
| 1     |         | Christopher Okoro Cole (1921–1990) | 19 kwietnia 1971  | 21 kwietnia 1971  | bezpartyjny          |
| 2     |         | Siaka Stevens (1905–1988)          | 21 kwietnia 1971  | 28 listopada 1985 | Kongres Ogólnoludowy |
| 3     |         | Joseph Saidu Momoh (1937–2003)     | 28 listopada 1985 | 29 kwietnia 1992  | Kongres Ogólnoludowy |

## Rządy wojskowe (1992–1996)
| Osoba | Osoba   | Osoba                      | Kadencja         | Kadencja         | Partia polityczna |
| #     | Portret | Imię i nazwisko            | Od               | Do               | Partia polityczna |
| ----- | ------- | -------------------------- | ---------------- | ---------------- | ----------------- |
| 4     |         | Yahya Kanu (19??–1992)     | 30 kwietnia 1992 | 1 maja 1992      | bezpartyjny       |
| 5     |         | Valentine Strasser (1967–) | 1 maja 1992      | 17 stycznia 1996 | bezpartyjny       |
| 6     |         | Julius Maada Bio (1964–)   | 17 stycznia 1996 | 29 marca 1996    | bezpartyjny       |

## Druga republika (1996–1997)
| Osoba | Osoba   | Osoba                          | Kadencja      | Kadencja     | Partia polityczna          |
| #     | Portret | Imię i nazwisko                | Od            | Do           | Partia polityczna          |
| ----- | ------- | ------------------------------ | ------------- | ------------ | -------------------------- |
| 7     |         | Ahmad Tejan Kabbah (1932–2014) | 29 marca 1996 | 25 maja 1997 | Ludowa Partia Sierra Leone |

## Rządy wojskowe (1997–1998)
| Osoba | Osoba   | Osoba                          | Kadencja     | Kadencja       | Partia polityczna |
| #     | Portret | Imię i nazwisko                | Od           | Do             | Partia polityczna |
| ----- | ------- | ------------------------------ | ------------ | -------------- | ----------------- |
| 8     |         | Johnny Paul Koroma (1960–2003) | 25 maja 1997 | 12 lutego 1998 | bezpartyjny       |

## Trzecia republika (od 1998)
| Osoba | Osoba   | Osoba                          | Kadencja         | Kadencja         | Partia polityczna          |
| #     | Portret | Imię i nazwisko                | Od               | Do               | Partia polityczna          |
| ----- | ------- | ------------------------------ | ---------------- | ---------------- | -------------------------- |
| 9     |         | Ahmad Tejan Kabbah (1932–2014) | 13 lutego 1998   | 17 września 2007 | Ludowa Partia Sierra Leone |
| 10    |         | Ernest Bai Koroma (1953–)      | 17 września 2007 | 4 kwietnia 2018  | Kongres Ogólnoludowy       |
| 11    |         | Julius Maada Bio (1953–)       | 4 kwietnia 2018  | nadal            | Ludowa Partia Sierra Leone |